# Jacek Kluczkowski
Jacek Kluczkowski (ur. 3 sierpnia 1953 w Łodzi) – polski dyplomata, urzędnik państwowy i dziennikarz, w latach 2005–2010 ambasador RP na Ukrainie, a w latach 2011–2015 w Kazachstanie i w Kirgistanie.

## Życiorys
Ukończył studia historyczne na Uniwersytecie Łódzkim. W latach 1979–1980 pracował w redakcji „Dziennika Łódzkiego”, jako dziennikarz redakcji nocnej. Następnie, do grudnia 1981, był sekretarzem Komisji Kultury Rady Naczelnej Socjalistycznego Związku Studentów Polskich w Warszawie. Od 1982 do 1984 był zatrudniony jako dziennikarz i kierownik działu kulturalnego tygodnika „itd”, a następnie do 1988 był dziennikarzem „Sztandaru Młodych”. W 1989 powrócił do Łodzi, gdzie pracował jako kierownik działu ekonomicznego, a następnie zastępca redaktora naczelnego gazety „Głos Poranny”. Od wiosny 1991 do jesieni 1992 zajmował stanowisko zastępcy redaktora naczelnego w miesięczniku „Bestseller”. Współpracował także z „Przeglądem Tygodniowym”.
W okresie 1992–1994 przebywał w Kijowie jako przedstawiciel polskiej firmy „Silka na Ukrainie” i dyrektor jej wydawnictwa. W tym czasie był również nieetatowym korespondentem „Kuriera Polskiego” na Ukrainie, publikował także na łamach „Rzeczpospolitej”.
Po powrocie do kraju był m.in. doradcą Aleksandra Kwaśniewskiego w Kancelarii Prezydenta RP oraz dyrektorem zespołu ds. wystąpień publicznych, odpowiadał m.in. za przygotowanie projektów przemówień głowy państwa. W latach 1996–2004 wchodził w skład komitetu konsultacyjnego Prezydentów Polski i Ukrainy. Od 2001 pełnił funkcję dyrektora generalnego Kancelarii Sejmu i szefa gabinetu marszałka Sejmu Marka Borowskiego. W maju 2004 został podsekretarzem stanu w Kancelarii Prezesa Rady Ministrów, sekretarzem parlamentarnym rządu i kierownikiem zespołu doradców premiera Marka Belki. W trakcie pomarańczowej rewolucji kierował grupą polskich dyplomatów i ekspertów przygotowujących międzynarodową mediację.
Od 2001 do 2004 pełnił funkcję prezesa zarządu Fundacji Solidarności Międzynarodowej. Od 2004 przez trzy lata był członkiem komisji rewizyjnej Stowarzyszenia Euro-Atlantyckiego. Był również prezesem zarządu Fundacji „Wiedzieć Jak”, specjalizującej się w tzw. pomocy technicznej dla krajów przechodzących transformację (zwłaszcza Ukrainy).
Od września 2005 do listopada 2010 pełnił funkcję ambasadora nadzwyczajnego i pełnomocnego Rzeczypospolitej Polskiej na Ukrainie. Zajął drugie miejsce w rankingu najlepszych ambasadorów w tym kraju sporządzonym przez kijowski tygodnik „Hławred” na początku 2009. W lutym 2011 rozpoczął pracę w charakterze ambasadora nadzwyczajnego i pełnomocnego Rzeczypospolitej Polskiej w Kazachstanie i Kirgistanie. Odwołany postanowieniami z 28 lipca 2015.
Został polskim przedstawicielem w Polsko-Ukraińskim Forum Partnerstwa. Powoływany w skład rady programowej Forum Ekonomicznego, zarządu Stowarzyszenia Wschodnioeuropejskie Centrum Demokratyczne oraz zarządu Fundacji Aleksandra Kwaśniewskiego „Amicus Europae”.
Autor wydanych w październiku 2023 przez wydawnictwo Czytelnik książki wspomnieniowej pod tytułem Przypadki i wpadki dyplomaty, którą w 2024 wyróżniono Nagrodą Historyczną im. Leona Wasilewskiego przyznawaną przez Fundację Wolność i Demokracja.

## Oznaczenia
- Krzyż Oficerski Orderu Wielkiego Księcia Giedymina (Litwa, 2001)[11]